# Higashiōmi
Higashiōmi (Japans: 東近江市, Higashiōmi-shi) is een stad in de prefectuur Shiga in Japan. De oppervlakte van de stad is 383,33 km² en begin 2009 had de stad bijna 117.000 inwoners.

## Geschiedenis
Higashiōmi werd op 11 februari 2005 een stad (shi) na de samenvoeging van de stad Yokaichi (八日市市, Yōkaichi-shi) en de gemeentes Eigenji (永源寺町, Eigenji-chō), Gokasho (五個荘町, Gokashō-chō), Aito (愛東町, Aitō-chō) en Koto (湖東町, Kotō-chō).
Op 1 januari 2006 werden de gemeentes Notogawa (能登川町, Notogawa-chō) en Gamo (蒲生町, Gamō-chō) aan Higashiōmi toegevoegd.

## Bezienswaardigheden
- Aga-jinja
- Waterrad in Notogawa

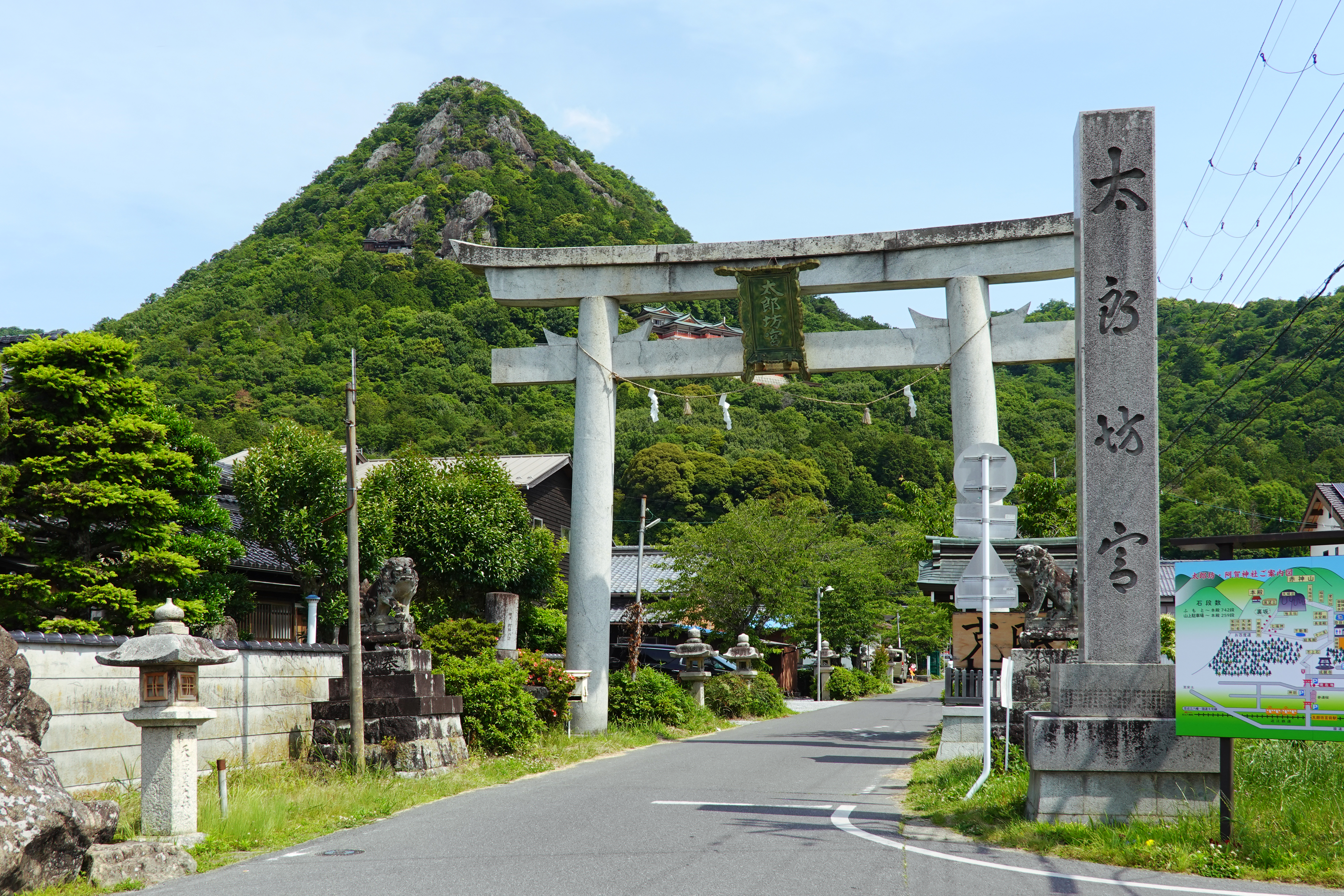
Hoofdgebouw van de Aga-jinja

- Eigen-ji (永源寺), een boeddhistische tempel uit 1361 en andere tempels zoals Hyakusai-ji en Ishido-ji

## Verkeer
Higashiōmi ligt aan de Tōkaidō-hoofdlijn van de West Japan Railway Company (dit deel van de hoofdlijn wordt ook wel Biwako-lijn genoemd) en de Ōmi-lijn en de Yōkaichi-lijn van de Ōmi Spoorwegmaatschappij.
Higashiōmi ligt aan de Meishin-autosnelweg en aan de autowegen 8, 307, 421 en 477.

## Stedenband
Higashiōmi heeft een stedenband met
- Marquette (Michigan), Verenigde Staten, sinds 13 augustus 1979
- Taber, Alberta, Canada, sinds 27 maart 1981
- Jangam-myeon, Chungcheongnam-do, Zuid-Korea, sinds 2 november 1992
- Changde, China, sinds 15 augustus 1994
- Rättvik, Zweden, sinds 1 november 1994
- Tongyeong, Gyeongsangnam-do, Zuid-Korea, sinds 26 mei 2001

## Aangrenzende steden
- Hikone
- Inabe
- Kōka
- Ōmihachiman